# 斎藤善之
斎藤 善之（さいとう よしゆき、1958年 - ）は、日本の日本史学者。専門は日本近世史、海運港湾史。東北学院大学教授。
栃木県生まれ。1981年宇都宮大学教育学部卒業。1987年早稲田大学大学院文学研究科博士後期課程単位取得退学、1995年「内海船と幕藩制市場の解体」で早大博士（文学）。日本福祉大学知多半島総合研究所嘱託研究員などを経て、東北学院大学経営学部教授。

## 著書
- 『茨城県百姓一揆総合年表』中・近世一揆研究会、1989　（）
- 『内海船と幕藩制市場の解体』柏書房 ポテンティア叢書、1994　（国立国会図書館サーチ | 内海船と幕藩制市場の解体）
- 『海の道、川の道』山川出版社 日本史リブレット、2003　（国立国会図書館サーチ | 海の道、川の道）

### 共編著
- 『師崎屋諸事記 尾張国名古屋納屋町肥物問屋高松家史料』高部淑子共校訂 日本福祉大学知多半島総合研究所編 校倉書房、1994
- 『新しい近世史 3 市場と民間社会』編 新人物往来社、1996
- 『「商い」から見た日本史 市場経済の奔流をつかむ』伊藤雅俊、網野善彦共著 PHP研究所、2000　（ISBN　978-4569613215）
- 『武山六右衛門家文書 陸奥国石巻湊・御穀船船主』編 石巻千石船の会、2006
- 『身分的周縁と近世社会 2　海と川に生きる』編 吉川弘文館、2007　（ISBN　978-4-642-06558-0）
- 『身分的周縁と近世社会 身分的周縁を考える』後藤雅知、高埜利彦、塚田孝、原直史、森下徹、横田冬彦、吉田伸之共編 吉川弘文館、2008
- 『近世南三陸の海村社会と海商』高橋美貴共編 清文堂出版、2010